# Aigaliers
Aigaliers – miejscowość i gmina we Francji, w regionie Oksytania, w departamencie Gard.
Według danych na rok 1990 gminę zamieszkiwało 306 osób, a gęstość zaludnienia wynosiła 11 osób/km² (wśród 1545 gmin Langwedocji-Roussillon Aigaliers plasuje się na 624. miejscu pod względem liczby ludności, natomiast pod względem powierzchni na miejscu 229.).